# BeHealth
BeHealth is een Belgisch eHealth digitaal platform dat digitale toegang verleent tot alle gezondheidsinformatie en -toepassingen via één portaalsite, ten behoeve van zowel gezondheidsverleners en patiënten. BeHealth werd opgericht op 23 december 2004. Zijn eerste doel is meerdere toepassingen van een aantal actoren in de sociale zekerheid met elkaar te verbinden, maar met als doel op termijn bredere diensten te verlenen.

## Bron
- BeHealth, persbericht 20/07/2004[dode link] (Dutch)